# OVA純愛手札
《OVA純愛手札》（英語：Original Video Animation Tokimeki Memorial）是依據科樂美發行的戀愛育成遊戲《純愛手札》（ときめきメモリアル）改編的OVA，全兩卷，科樂美音樂娛樂（今科樂美數位娛樂）製作及發行，King Records總經銷，各有VHS、LD、DVD-Video等版本發售，是科樂美音樂娛樂成立後發行的第一部動畫。VHS版與LD版的第一卷發售日期為1999年6月17日，VHS版與LD版的第二卷發售日期為1999年10月8日。DVD-Video版的兩卷同時發售日期為2000年3月3日，編號分別為「KMBA1」與「KMBA2」，光碟種類為DVD-5（單面單層），未稅價皆為日幣5800元，DVD區域碼皆為2，畫面長寬比為4:3，聲音格式為日語杜比數位2聲道立體聲。DVD-Video版第一卷片長45分鐘，DVD-Video版第二卷片長50分鐘。

## 提要

《電擊Animation Magazine》1999年6月號附錄的《OVA純愛手札》兩面海報的第一面
中央：藤崎詩織
左上：館林見晴
左下：虹野沙希
右上：如月未緒
右下：片桐彩子

《OVA純愛手札》是以《純愛手札》11個女性角色的高中生涯的最後五個月為背景，主要場景同樣是光輝高中（きらめき高等学校）；配音員以《純愛手札》原配音員為班底，加入其他角色的配音員。劇情起於藤崎詩織在家接聽一通打錯了的電話，發話方第一句話就是：「你相信一見鍾情嗎？」發話方就是館林見晴；但藤崎詩織與館林見晴從未真正見面，館林見晴從未讓藤崎詩織知道其姓名。
《OVA純愛手札》第一卷的標題為〈Think about you〉，廣告詞為：「妳不打算向他...告白嗎？」（…告白、しないんですか。）第二卷的標題為〈Feel your heart〉，廣告詞為：「拿出...勇氣來！」（勇気を、ください…！）

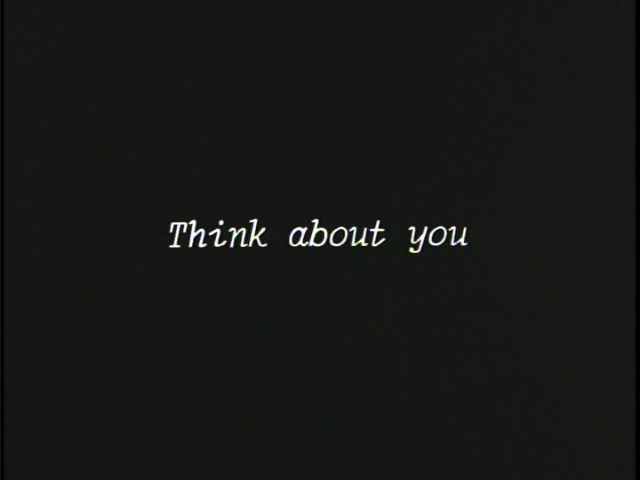
《OVA純愛手札》第一卷標題畫面
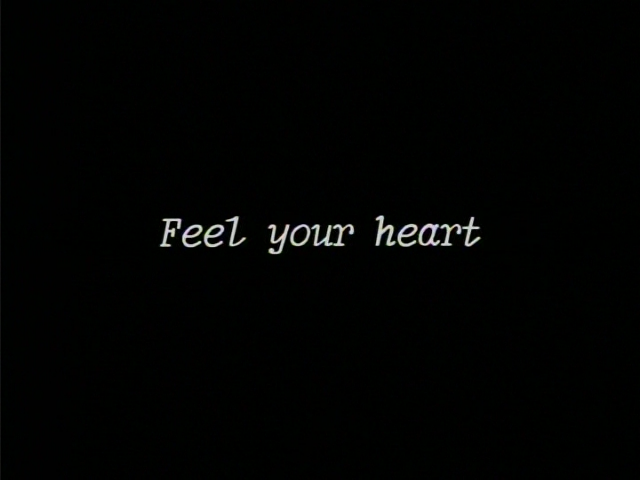
《OVA純愛手札》第二卷標題畫面

《OVA純愛手札》的映像特典如下：DVD-Video版第一卷的映像特典為〈另一個女主角：館林見晴〉（もうひとりのヒロイン、館林見晴），是專訪館林見晴的配音員菊池穗；DVD-Video版第二卷的映像特典為〈藤崎詩織的Beginning〉（藤崎詩織のBeginning），是專訪藤崎詩織的配音員金月真美。VHS版第一卷與LD版第一卷的映像特典皆為〈純愛手札展示用預告篇〉（ときめきメモリアルフェア用予告編）與〈藤崎詩織OVA製作現場報導〉（藤崎詩織OVA制作現場レポート），前者是《OVA純愛手札》展示用預告片，後者是三维计算机图形版藤崎詩織採訪《OVA純愛手札》製作現場。VHS版第二卷與LD版第二卷的映像特典皆為〈更多！更多的心跳'99〉（もっと！モット！ときめき'99）與〈勇氣之神〉（勇気の神様），前者是《純愛手札2》片尾曲MV，後者是《純愛手札2》片頭曲MV，主唱者皆是野田順子。
科樂美未曾授權在日本以外地區發行《OVA純愛手札》。2000年台灣曾經出現Video國發行的《OVA純愛手札》未授權VCD版，映像特典與VHS版及LD版完全相同，可見是轉錄自VHS版或LD版；但是當時中華民國法律《著作權法》不保障在中華民國管轄區域外發行後未在中華民國管轄區域內發行的著作物，所以不違法。

## 版本
| 儲存媒體與卷次    | 編號            | 映像特典                                                     |
| ----------------- | --------------- | ------------------------------------------------------------ |
| VHS版第一卷       | KMVA2           | 〈純愛手札展示用預告篇〉（ときめきメモリアルフェア用予告編） 〈藤崎詩織OVA製作現場報導〉（藤崎詩織OVA制作現場レポート） |
| LD版第一卷        | KMLA2／KMLA9002 | 〈純愛手札展示用預告篇〉（ときめきメモリアルフェア用予告編） 〈藤崎詩織OVA製作現場報導〉（藤崎詩織OVA制作現場レポート） |
| DVD-Video版第一卷 | KMBA1           | 〈另一個女主角·館林見晴〉（もうひとりのヒロイン、館林見晴）                                |
| VHS版第二卷       | KMVA3           | 〈更多！更多的心跳'99〉（もっと！モット！ときめき'99） 〈勇氣之神〉（勇気の神様）                 |
| LD版第二卷        | KMLA3           | 〈更多！更多的心跳'99〉（もっと！モット！ときめき'99） 〈勇氣之神〉（勇気の神様）                 |
| DVD-Video版第二卷 | KMBA2           | 〈藤崎詩織的Beginning〉（藤崎詩織のBeginning）                                  |

## 角色介紹
主要角色
| 角色       | 配音員     | 介 紹 |
| 藤崎詩織   | 金月真美   | 本作的女主角，同时也是男主角的青梅竹马。她家位于男主角家隔壁。她是一个美丽端庄、品学兼优（包括体育）的女主角，是光辉高中的校花。 |
| 美樹原愛   | 栗原美紀子 | 藤崎詩織的朋友。看見男性會臉紅，在眾人面前說話就會結巴的害羞性格的少女。 |
| 虹野沙希   | 菅原祥子   | 非常尊敬清川望，而且暗戀男主角；但在畢業之前，她將自己對男主角的愛慕之心放在心底，先愉快享受學校生活。 |
| 片桐彩子   | 川口雅代   | 有著藝術家般才華的少女，興趣是繪畫。極度怕水的她，在清川望指導下開始練習游泳。 |
| 清川望     | 笹木綾子   | 光輝高中游泳社的游泳健將，心煩時游泳冷靜自己的情緒。曾經猶豫是否要成為企業隊游泳選手，但最後因感覺「企業隊選手的職業生涯都很短」而放棄。游泳之外，花卉也是她的興趣。 |
| 朝日奈夕子 | 鐵炮塚葉子 | 她非常喜歡流行事物，喜歡自由自在的生活。她的學業成績不佳，上學時經常遲到。她對畢業後的生涯沒什麼規劃，是導師眼中的問題學生。 |
| 紐緒結奈   | 中友子     | 以「征服世界」為目標，自稱沒達成此理念就不能安心畢業。她秘密研發一個巨大機器人，但在一場大雨中被洪水淹毀。 |
| 如月未緒   | 關根明子   | 以方框眼鏡與雙麻花辮髮型為主要形象的眼鏡娘之祖，喜歡閱讀，尤其喜歡閱讀詩集。她身體虛弱，只要稍微受到一點驚嚇就會昏倒。 |
| 古式由加利 | 黑崎彩子   | 有錢人家的千金，擅長打網球。她說話節奏可說是全部女性角色中最慢者，並且有著「不食人間煙火」的特徵。 |
| 鏡魅羅     | 五十嵐麗   | 擁有成熟的臉孔與性感的身材，是光輝高中許多男同學的偶像，在光輝高中擁有自己的親衛隊。親衛隊成員會主動服侍她，包括幫她拿書包。 |
| 早乙女優美 | 吉木久美子 | 光輝高中二年級學生，擅長打籃球。 |
| 館林見晴   | 菊池志穗   | 她是最神秘的角色，在光輝高中新生入學典禮時就對男主角一見鍾情。她在畢業前夕打電話向男主角告白卻弄錯電話號碼，誤打進藤崎詩織家，卻因此與藤崎詩織成為朋友，偶爾會打電話找藤崎詩織聊天；但她未與藤崎詩織見面，也從未讓藤崎詩織知道其姓名。最後她撥打最後一通電話給藤崎詩織，宣告含淚放棄追求男主角，同時請藤崎詩織拿出勇氣來向男主角告白。 |

次要角色
| 角色       | 配音員     | 介 紹 |
| 早乙女好雄 | 上田祐司   | 早乙女優美之兄。他經常隨身攜帶一本筆記本，隨時記錄光輝高中女同學的資料，被紐緒結奈稱為「情報員」。                                                                         |
| 伊集院麗   | 津野田成美 | 光輝高中理事長的孫女。根據伊集院家的規定，她在外必須女扮男裝，在光輝高中也不例外，是光輝高中許多女同學的偶像。她身上穿的是一套淺紫色的專屬制服，不同於光輝高中的藍色制服。 |
| 秋穗實     | 丹下櫻     | 虹野沙希的學妹。僅出現於第一卷。 |
| 籃球社教練 | 小野未喜   | 光輝高中籃球社教練。僅出現於第一卷。 |
| 游泳社教練 | 飛田展男   | 光輝高中游泳社教練。他勸清川望成為企業隊游泳選手，但清川望不願意；清川望離開後，他看見虹野沙希，遂向虹野沙希說：「妳去告訴她：『人生不能重來！』」隨即離開。               |
| 國文教師   | 河合義雄   | 光輝高中國文教師。僅出現於第一卷。 |
| 圖書委員   | 柚木涼香   | 光輝高中圖書委員。僅出現於第一卷。 |
| 英文教師   | 塚田正昭   | 光輝高中英文教師。僅出現於第二卷。 |
| 女         | 龜井芳子   | 僅出現於第二卷。 |
| 男         | 野島健兒   | 僅出現於第二卷。 |
| 女孩       | 橫手久美子 | 僅出現於第二卷。 |

## 工作人員
- 原作：科樂美株式會社
- 製作總指揮：永田昭彥、福武茂
- 製作人：池田孝治
- 編劇：黑田洋介（Studio Orphee（日语：スタジオオルフェ））
- 人物原案：小倉雅史
- 動畫人物設計：本橋秀之
- 分鏡：西澤晉
- 作畫監督：時矢義則
- 美術監督：長崎齊（Studio Wyeth（日语：スタジオワイエス））
- 動畫檢查：兒玉八重子
- 動畫色彩設計：岩見美香（日语：いわみみか。）
- 上色檢查：瀧口佳子
- 特效：池田健司、田口史惠
- 攝影監督：吉田光伸
- 編集：村正宏
- 編集助手：伊東東平（Jay Film（日语：ジェイ・フィルム））
- 音樂：林有三
- 音樂製作：齋藤一美
- 音響監督：岩浪美和
- 錄音室：神南錄音室
- 錄音助手：山口貴之（神南錄音室）
- 音響製作：神南錄音室、小川信寬
- 印、影片編集：Imagica
- 執行製作：高橋誠、小川弘、鹽津雅則
- 宣傳：小島秀次
- 演：西澤晉
- 導演：龜垣一
- 動畫製作：Studio Pierrot
- 製作協力：科樂美電腦娛樂東京
- 製作：科樂美音樂娛樂

## 歌曲
第一卷主題曲：
作詞：
作曲：（齋藤幹雄）；編曲：根岸貴幸；主唱：金月真美
第一卷插曲：
作詞、作曲：渡邊美佳；編曲：林有三
主唱：菊池志穗；和音：濱野和子
第一卷片尾曲：
作詞：白峰美津子；作曲：依田和夫
編曲：林有三；主唱：金月真美；和音：濱野和子
第二卷片頭曲：
作詞、主唱：金月真美；作曲：M Rie；編曲：林有三；和音：濱野和子
第二卷片尾曲：
作詞：；作曲：
編曲：；主唱、背景和音：金月真美

## 原聲帶
《OVA純愛手札原聲帶》（日語：オリジナル・ビデオ・アニメ ときめきメモリアル　サウントトラック）僅發行CDDA版，科樂美音樂娛樂1999年8月6日發行，King Records總經銷，King Records編號KMCA17，科樂美音樂娛樂編號LC409。
收錄曲目
| 序號 | 曲名 | 性質           | 主唱     | 對應的《純愛手札》遊戲音樂曲名 |
| ---- | ---- | -------------- | -------- | ------------------------------ |
| 1    |      | 第一卷開場音樂 | （無）   |                                |
| 2    |      | 第一卷片頭曲   | 金月真美 |                                |
| 3    |      | 第一卷串場音樂 | （無）   |                                |
| 4    |      | 第一卷串場音樂 | （無）   |                                |
| 5    |      | 第一卷串場音樂 | （無）   |                                |
| 6    |      | 第一卷串場音樂 | （無）   |                                |
| 7    |      | 第一卷串場音樂 | （無）   |                                |
| 8    |      | 第一卷串場音樂 | （無）   |                                |
| 9    |      | 第一卷串場音樂 | （無）   |                                |
| 10   |      | 第一卷串場音樂 | （無）   |                                |
| 11   |      | 第一卷插曲     | 菊池穗   | （無）                         |
| 12   |      | 第一卷串場音樂 | （無）   |                                |
| 13   |      | 第一卷串場音樂 | （無）   |                                |
| 14   |      | 第一卷串場音樂 | （無）   |                                |
| 15   |      | 第一卷片尾曲   | 金月真美 | （無）                         |
| 16   |      | 第二卷開場音樂 | （無）   |                                |
| 17   |      | 第二卷串場音樂 | （無）   | （無）                         |
| 18   |      | 第二卷片頭曲   | 金月真美 | （無）                         |
| 19   |      | 第二卷串場音樂 | （無）   |                                |
| 20   |      | 第二卷串場音樂 | （無）   |                                |
| 21   |      | 第二卷串場音樂 | （無）   |                                |
| 22   |      | 第二卷串場音樂 | （無）   |                                |
| 23   |      | 第二卷串場音樂 | （無）   |                                |
| 24   |      | 第二卷串場音樂 | （無）   |                                |
| 25   |      | 第二卷片尾曲   | 金月真美 |                                |